# Niseko
Niseko (japanska: ニセコ町?, Niseko-chō) är en landskommun (köping) i Hokkaido prefektur i Japan.    
Niseko är centrum i ett område som är världskänt för sin pudersnö vilket gjort området till ett populärt område för alpin skidsport, i synnerhet för offpiståkning.

Nisekos läge i förhållande till Sapporo och Sapporo flygplats ("New Chitose").